# ハウィエ
ハウィエ（ソマリ語: Hawiiye, アラビア語: بنو هوية, 英語: Hawiye）はソマリ族の大氏族の一つ。主にソマリアの中部と南部に住む。エチオピアのオガデンやケニアの北東州にも多い。アメリカの中央情報局 (CIA)やヒューマン・ライツ・ウォッチは、ハウィエがソマリ族最大の民族だと見なしている。（ただしカナダの団体などはダロッドが最大の氏族だと説明している。）ソマリアの首都モガディシュ最大の氏族もハウィエである。

## 歴史
ハウィエ氏族は、自らの祖先がイリル・サマーレであると言っている。
ハウィエは、13世紀のアラブ人地理学者、イブン・サイード・マグリビーの書に登場する。イブン・サイードはマルカがハウィエの国の首都だと解説している。12世紀の地図作成家イドリースィーはマルカに住む住民を「ハディエ」と紹介しており、近代の学者ハーバート・ルイスはこれがハウィエの書き間違いだと主張している
。
ハウィエは水が豊富で放牧に適した土地を求めて移動を続け、ソマリア南部のブラバからキスマヨのあたり、マルカ・モガディシュ・ワーシェイクのあたり、ヒラーン県の近代都市ベレトウェインのあたり、ムドゥグ県の古くからの港町ホビョのあたりに住んだ。
ハウィエの支族のデゴディア（Degodia）の多くはエチオピアに住む。トゥルカナ湖の探検で知られるアメリカ人探検家のアーサー・スミスは1895年、デゴディア支族はドーロウの上流を流れるウェイブ川とダワ川の間に住んでいると報告している。
内陸部に住むハウィエは、放牧だけではなく、川沿いで農業も行っており、昔から沿岸部の都市との交易も行っていた。過去に内陸部のハウィエが供した商品は、皮革、奴隷、象牙、龍涎香などである。
ソマリア建国後の初代大統領アデン・アブドラ・ウスマンはハウィエ出身である。ソマリア第3代大統領バーレはハウィエとは別の大氏族ダロッドの出身だったが、後にダロッド優遇政策を取ったため、ハウィエ主体の政治軍事団体統一ソマリ会議(USC)が1991年にバーレを追放する。この追放劇がソマリア内戦の大きな原因の一つである。
バーレ追放後、USC指導者でアブガール支族のアリ・マフディ・ムハンマドが第4代ソマリア大統領となるが、ハバー・ギディル支族のアイディード将軍と対立し、国連平和維持軍をも巻き込んで、首都モガディシュでの戦闘が激化する。この戦闘はアイディードの勝利に終わるが、その直後の1996年に暗殺され、以後ハウィエは分裂を続ける。分裂後は、アイディードの息子フセイン・アイディードが作ったソマリア和解復興委員会や、オスマン・アリ・アットが作ったガルムドゥグなどが比較的有力な軍閥として活動していた。
2004年にソマリア暫定連邦政府（TFG）ができると、ハウィエの軍閥のほとんどはこれに参加した。TFGの初代首相はハウィエのアリー・ムハンマド・ゲーディがなった。TFGの人事は以後もダロッド、ハウィエ、ラハンウェインのバランスを取ったものとなっている。ただし全てのハウィエがTFGに協力的なわけではなく、首都モガディシュの一部の軍閥が反テロリズム・平和回復のための連合（ARPCT）を作ってイスラム法廷会議(ICU)と勝手に戦闘をしたり、2007年にはハウィエのオスマン・アリ・アットらが長官職の大量辞任をしたりしている。
その後、ICUの穏健派とTFGが和解したため、2009年、ICUの穏健派でハウィエ出身のシェイク・シャリフ・シェイク・アフマドがソマリア暫定大統領となった。
2012年、ソマリアでの21年ぶりの正式な大統領として、ハウィエ出身のハッサン・シェイク・モハムドが就任。

## 著名人
- アデン・アブドラ・ウスマン, ソマリア大統領, 1960-67
- モハメッド・ファッラ・アイディード, 統一ソマリ会議(USC)の議長（1991-96）。ソマリア内戦の原因を作った一人。
- アブディカシム・サラ・ハッサン, ソマリア大統領, 2000-04
- アリー・ムハンマド・ゲーディ, ソマリア首相, 2004-07
- シェイク・シャリフ・シェイク・アフマド, ソマリア大統領（2009-2012）。